# Дженоа (Іллінойс)
Дженоа (англ. Genoa) — місто (англ. city) в США, в окрузі Декальб штату Іллінойс. Населення — 5298 осіб (2020).

## Географія
Дженоа розташована за координатами 42°5′28″ пн. ш. 88°41′42″ зх. д. / 42.09111° пн. ш. 88.69500° зх. д. (42.091035, -88.694964).  За даними Бюро перепису населення США в 2010 році місто мало площу 6,88 км², з яких 6,74 км² — суходіл та 0,14 км² — водойми. В 2017 році площа становила 6,48 км², з яких 6,34 км² — суходіл та 0,14 км² — водойми.

## Демографія
Згідно з переписом 2010 року, у місті мешкали 5193 особи в 1799 домогосподарствах у складі 1332 родин. Густота населення становила 755 осіб/км².  Було 1959 помешкань (285/км²).
Расовий склад населення:
| - 93,1 % — білих - 0,8 % — чорних або афроамериканців - 0,5 % — азіатів - 0,2 % — корінних американців - 3,8 % — осіб інших рас |

До двох чи більше рас належало 1,7 %. Частка іспаномовних становила 15,1 % від усіх жителів.
За віковим діапазоном населення розподілялося таким чином: 31,3 % — особи молодші 18 років, 60,7 % — особи у віці 18—64 років, 8,0 % — особи у віці 65 років та старші. Медіана віку мешканця становила 32,9 року. На 100 осіб жіночої статі у місті припадало 100,5 чоловіків;  на 100 жінок у віці від 18 років та старших — 98,6 чоловіків також старших 18 років.
Середній дохід на одне домашнє господарство  становив 55 709 доларів США (медіана — 53 608), а середній дохід на одну сім'ю — 66 989 доларів (медіана — 61 016). Медіана доходів становила 46 422 долари для чоловіків та 39 830 доларів для жінок. За межею бідності перебувало 5,8 % осіб, у тому числі 2,4 % дітей у віці до 18 років та 6,5 % осіб у віці 65 років та старших.
Цивільне працевлаштоване населення становило 2371 осіб. Основні галузі зайнятості: освіта, охорона здоров'я та соціальна допомога — 28,3 %, виробництво — 16,0 %, мистецтво, розваги та відпочинок — 15,8 %.